# ديميتري كوليكوف
ديميتري كوليكوف (بالروسية: Куликов, Дмитрий Владимирович)‏ هو لاعب هوكي الجليد روسي، ولد في 29 أكتوبر 1990 في ليبيتسك في روسيا.

## وصلات خارجية
- ديميتري كوليكوف على موقع دوري الهوكي الوطني (الإنجليزية)
- ديميتري كوليكوف على موقع EliteProspects.com (الإنجليزية)
- ديميتري كوليكوف على موقع Eurohockey.com (الإنجليزية)
- ديميتري كوليكوف على موقع HockeyDB.com (الإنجليزية)
- ديميتري كوليكوف على موقع Hockey-Reference.com (الإنجليزية)